# Lions Bay
Lions Bay ist eine Kleinstadt im Westen der kanadischen Provinz British Columbia und ist Teil des Greater Vancouver Regional Districts.

## Geografie
Lions Bay befindet sich rund ca. 20 Kilometer nördlich von Vancouver am Highway 99, der auch Sea-to-Sky Highway genannt wird. Der Ort am südlichen Ende des Sea-to-Sky Corridor liegt direkt am Howe Sound, einer Bucht der Straße von Georgia. Im östlichen Hinterland schließen sich die North Shore Mountains an, deren bekanntester Berg The Lions (1654 m) ist. Auf dessen Gipfelgrat ragen zwei markante Felsen in die Höhe, die von weitem wie zwei Löwenköpfe aussehen.

## Geschichte
Der heutige Standort des Ortes Lions Bay wurde ursprünglich als Sommer-Camp für die St. Markus-Kirche von Kitsilano genutzt. Die Inbetriebnahme einer Eisenbahnlinie im Jahre 1954 und der Bau eines Highways im Jahre 1958 waren die Grundlage dafür, dass sich immer mehr Menschen in der Region niederließen.
Die Zuerkennung der kommunalen Selbstverwaltung für die Gemeinde erfolgte am 17. Dezember 1970 (incorporated als Village Municipality).

## Demographie
Der Zensus im Jahr 2011 ergab für die Gemeinde eine Bevölkerungszahl von 1.318 Einwohnern. Die Bevölkerung hatte dabei im Vergleich zum Zensus von 2006 um 0,8 % abgenommen, während die Bevölkerung in British Columbia gleichzeitig um 7,0 % anwuchs.

## Verkehr
Neben der Anbindung an den Sea-to-Sky Highway wird öffentlicher Personennahverkehr für die Gemeinde durch eine Buslinie der Gesellschaft West Vancouver Blue Bus angeboten, der Teil des Verkehrsverbundes TransLink ist.
Weiterhin wird die Gemeinde von einer Eisenbahnstrecke der Canadian National Railway durchquert.

## Tourismus
Wegen der exponierten Lage am Wasser besitzt der Ort einen Yachthafen sowie diverse, touristisch genutzte  Einrichtungen für Wassersportaktivitäten. Der Ort ist außerdem Ausgangspunkt für Bergtouren zu den North Shore Mountains.

## Sonstiges
Vielen bekannt wurde Lions Bay als Drehort für die Science-Fiction Serie Battlestar Galactica. Eine Villa am Ufer dient als Villa des Wissenschaftlers Gaius Baltar.